# Gheorghe-Daniel Georgescu
Gheorghe-Daniel Georgescu (n. 4 martie 1973) este un deputat român, ales în 2024 din partea PSD. 